# Bistum Iba
Das Bistum Iba (lat.: Dioecesis Ibana) ist eine auf den Philippinen gelegene römisch-katholische Diözese mit Sitz in Iba.

## Geschichte
|  |

Das Bistum Iba wurde am 12. Juni 1955 durch Papst Pius XII. mit der Apostolischen Konstitution Venisse Christum aus Gebietsabtretungen der Bistümer San Fernando und Lingayen-Dagupan als Territorialprälatur Iba errichtet. Die Territorialprälatur Iba wurde dem Erzbistum San Fernando als Suffragan unterstellt. Am 15. November 1982 wurde die Territorialprälatur Iba durch Papst Johannes Paul II. mit der Apostolischen Konstitution Cum Decessores zum Bistum erhoben.
Das Bistum Iba umfasst die Provinz Zambales.

## Ordinarien

### Prälaten von Iba
- Henry Byrne SSCME, 1956–1982

### Bischöfe von Iba
- Henry Byrne SSCME, 1982–1983
- Paciano Basilio Aniceto, 1983–1989, dann Erzbischof von San Fernando
- Deogracias Iñiguez, 1989–2003, dann Bischof von Kalookan
- Florentino Galang Lavarias, 2004–2014, dann Erzbischof von San Fernando
- Bartolome Gaspar Santos, seit 2018